# データセンター

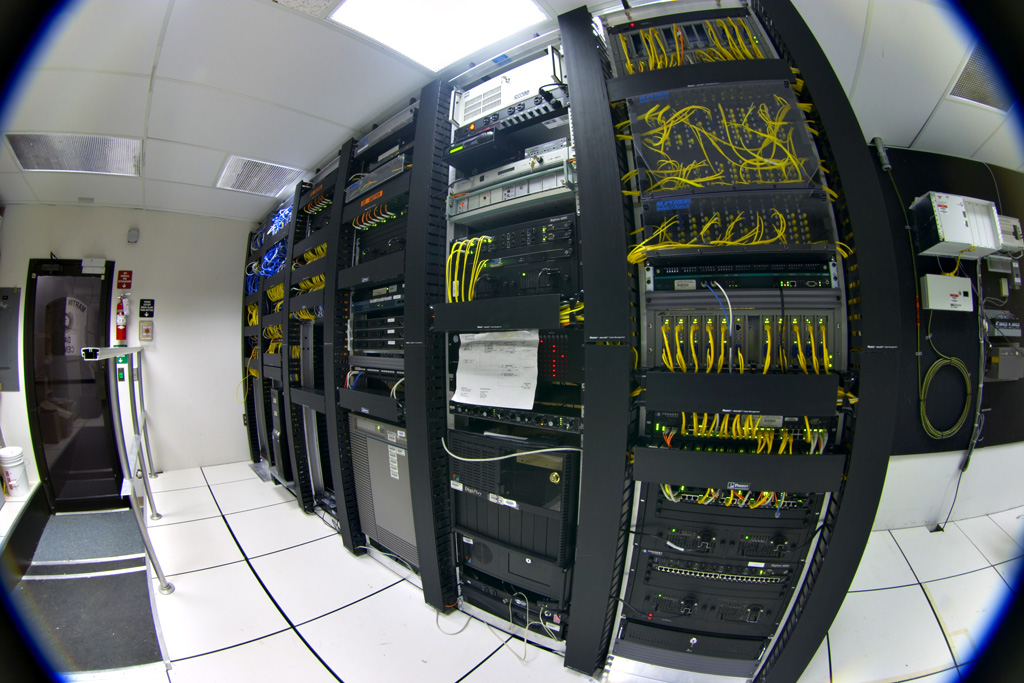
データセンターの心臓部であるサーバ

データセンター （英: data center）とは、各種のコンピュータ（メインフレーム、ミニコンピュータ、サーバ等）やデータ通信などの装置を設置・運用することに特化した施設の総称。
データセンターの中でも、特にインターネット用のサーバや通信設備・IP電話等の設置に特化したものはインターネットデータセンター (Internet data center; iDC) と呼ばれる。
システムインテグレーターの現場では「DC」と略される場合もある（ただし単に「DC」というと一般には直流給電を指す場合が多いので要注意）。

## 概要
電気通信事業者の光ファイバーやメタル線などの通信回線を大量に利用するため、通常のオフィスビル等と比べて非常に多くの光ケーブル等が引き込み済となっている（また通常、複数の電気通信事業者のサービスが利用可能になっている）。このほか、大量のコンピュータからの発熱に対応するため空調設備などが強化されている。また災害時にもサービスの提供に極力支障が出ないように建物自体も耐震構造とされている。電力会社からの電源供給も複数系統（変電所が異なる系統）から同時に受けるようになっているほか、電力供給が途絶えた場合に備え大容量の蓄電池や自家発電装置等を備える。
構内で火災が発生した場合にも、中に設置されている機器を極力傷めないように、水を使う通常のスプリンクラー設備ではなく二酸化炭素 (CO2)やハロンガスによる消火設備を持つのが一般的である。
フロア内部は多数の配線を通す必要からフリーアクセスフロアとなっており、19インチラックが大量に並ぶのが一般的な光景。
一般的には利用者側がコンピュータ・サーバやルータ、スイッチングハブ等を設置し利用する。通信回線も利用者側が個別に電気通信事業者と契約するのが原則である。ただしあらかじめデータセンター事業者側がそれらの装置を設置し利用者にレンタルするケースも多い。データセンター側がルータ・サーバ等の設置及び管理を行うサービスは特に「マネージドサービス」と呼ばれる。またiDCの場合は、iDC側であらかじめインターネットサービスプロバイダ (ISP)と契約を結んで帯域を確保した上で（ISPがiDCを兼業しているケースも多い）、利用者はiDCからリセールを受ける形態が普通となっている。
データセンター内部に設置された機器のセキュリティを守る観点から、フロアへの人の出入りは厳しく管理されており、入館には事前申請が必要な施設が多い。またフロアへ持ち込み可能な機器も制限されることがあり（携帯電話/スマートフォンなどのモバイル機器やカメラ、USBメモリの持込が禁止されるところも少なくない）、厳しいところになると出入り口で金属探知機等のチェックを受ける場合もある。さらに同様のセキュリティ的観点から、データセンターの正確な所在地等をウェブサイトに記載しないなど、一般には非公開としている事業者も多い。相次ぐ顧客情報持ち出しによる情報漏洩対策の重要性からセキュリティ設備の整ったデータセンターの需要が高まっている。
近年日本国内では、関東地域での大地震のリスク、2006年8月14日首都圏停電で明らかになった大規模停電のリスクなどに対する事業継続計画 (BCP)、災害リスクの分散策として大規模データセンターの三大都市圏からの移転が注目されている。また、大規模データセンターを北海道などの冷涼地に移転することで，冷却に必要な電力の削減も見込める。

## 歴史
1960年代以降、大企業や金融機関は大型汎用コンピュータによる情報システムを導入するようになり、情報処理サービス事業者が十分な耐荷重をもち空調設備や電力設備を備えた電算センターを建設するようになった。この電算センターがデータセンターの前身とされている。
1990年代になるとインターネット接続サービスの普及、インターネットエクスチェンジ（IX）の形成により、インターネットデータセンターが登場した。また日本電信電話（NTT）や国際電信電話（KDD）は、電話交換機の電子交換機/デジタル交換機化によって生じた空きスペースを事業者向けに積極的に貸し出すようになる。これらは主にADSL等のブロードバンド接続サービスを行うインターネットサービスプロバイダ（ISP）が自社サービス等に利用したが、一部は一般向けのデータセンター用途にも利用された。
さらに2000年代後半にはERPシステム等の業務システムの導入が進み各企業で運用や保守のコストが増大したためシステムアウトソーシングが利用されるようになり、データセンターの立地も十分なスペースを確保できる郊外が中心になっていった。

## 年表
- 1985年4月　日本電信電話公社が民営化して日本電信電話株式会社へ。電気通信事業法による制度へ。
- 1992年12月3日 - 株式会社インターネットイニシアティブ企画（現IIJ）設立。日本の商用インターネットの開始。
- 2007年11月26日 - 日本記念日協会により、12月1日が「データセンターの日」として認定された。ソフトバンクIDCが登録申請。データセンター (Data Center)の頭文字DCから「December（12月）」と、サーバ機器運用の安心・安全第一が事業の基本であることを示す「1日」を組み合わせた。
- 2008年12月4日、業界団体として「日本データセンター協会 (Japan Data Center Council)」(略称: JDCC)が発足した。理事長には兵庫県立大学教授の白川功が就任。
- 2024年4月17日、中東でのデータセンター建設競争が激化している[2]。

## データセンターの設備
地震対策設備
データセンターにより、耐震・制震・免震構造などをとっている。
ラック
EIA規格19インチラックをフルラック単位で提供するケースが多い。事業者によっては、1/8・1/4・1/2ラックの単位で提供することもある。
無停電電源
無停電電源装置 (UPS)、自家発電装置などを備えている。電力会社からの停電時に、自動的に自家発電装置が起動するが、すぐには電力供給を行えないので、それまでの間はUPSが電力を供給する。また、受電装置や自家発電装置は定期的な点検が必要であり、停電作業が必要な場合はUPSから電力を供給する。従って、UPSの電力供給時間は点検作業まで含めて設計されており、10分から90分程度が一般的。2006年の江戸川特別高圧送電線損傷による停電事故の際には、データセンタの自家発電装置が自動起動せずにUPSの電力供給が途絶え、サーバ故障を引き起こした事例がある。
ヨーロッパのデータセンターの一つでは、自家発電用の燃料の供給を受ける優先順位は、軍隊と病院に次ぐ3番目となっており、そのデータセンターの重要性がうかがえる。
防火、消火設備
耐火区画や煙検知装置、ガス消火器などを有している。
データセンター・セキュリティ
入退室管理・対人認証・ICカード認証・生体認証・監視カメラ・施錠などのセキュリティ設備を有している。
インターネットコネクティビティ
一般的に自社ビルへ引き込むより、安価に高速なインターネット回線を引き込むことが可能である。
空調
サーバーの熱を処理するための空調設備として以下のような設備を持っている事が多い：
- 寒冷な外気を導入するエアダクトやスリット。
- 発熱量の多い箇所に冷却媒体を通すための冷媒配管
- サーバは前面から冷たい外気を取り込んで背面から放出するので、これを妨げないよう工夫。具体的には
  - コンピュータからの熱を効率良く放出するため、空調設備からの冷気を導入する通路（コールドアイル）とコンピュータからの発熱を排出する通路（ホットアイル）を分離
  - サーバ背面から放出された熱を、サーバ前面に回り込ませないようにするため、ラックのサーバの間に挟むブランクパネル。

## データセンターのサービス
提供するサービス内容はデータセンターによって大きく異なる。
監視
サーバやNW機器などのリソースやポート、SNMP-TRAP、ログなどの監視を行う。
故障対応
故障切り分けや、機器交換、メーカ手配などを行う。
運用
バックアップ作業などの代行を行う。
管理
アカウント管理、性能管理などを行う。

## グリーンIT
地球温暖化防止の観点から、データセンターの消費する電力の大きさに注目が集まるようになり、ITインフラの省電力化運動（いわゆる「グリーンIT」）の一環としてデータセンターの省電力化が2007年頃から推進されるようになった。
グリーンITを実現する具体的な方策としては下記に挙げるように複数の対策が行われている。

### 直流給電
現在、商用電源→無停電電源装置 (UPS)→サーバなどの機器の間で行われている交流 (AC)→直流 (DC)→AC→DC といった電力変換を避けるため、データセンター内の受電設備において一括して直流に変換し、センター内の配電をサーバーなど機器の動作に適した直流で行うことを「直流給電」という。
交流と直流の変換によって電力のロスが発生し、約20 %の電力が熱として失われることから、この変換の回数を極力少なくすることによって電力の使用効率を高めるものである。
現在直流給電で使われる電圧には、24 V・48 V・300 V といった電圧の違いがあり、電力効率・適用可能な負荷の大きさ・安全性などにおいて違いがある。

### 仮想化
処理能力の低い旧型のサーバや、それほど処理能力を必要としないサービスなどを複数まとめて少数の高性能なサーバに一括して行わせることでサーバの台数を低減し、サーバそのものの電力使用量を減らすことに加え、稼動するサービスの量に比較してデータセンターの面積を小さくすることで、空調・水冷などに要する電力消費も低減することができる。
仮想化に対応したソフトウェアとして、VMware・Xen・Hyper-Vなどが有名である。

### 空調
データセンターの消費電力の中で大きな割合を占める空調設備の電力を抑えることを主な目的として、データセンター自体を寒冷地に設置する例もある。外気を冷却に利用する「外気冷房」、冬の積雪を貯蔵して春から夏にかけての冷房に利用する「雪冷房・雪熱冷房」などといった、電力消費の比較的少ない空調システムを採用するホワイトデータセンターも存在する。
日本ではポータスが北海道釧路市に開設したデータセンターは、外気で冷却している。釧路市は真夏日が0で夏日が年平均5.5日と国内有数の避暑地であるため可能である。さくらインターネットが2011年に北海道石狩市に開設した石狩データセンターで外気冷房を大々的に採用しており、同社では外気冷房の採用により「空調コストは約4割の削減が見込める」としている。また雪冷房・雪熱冷房についても北海道・空知地方美唄市がホワイトデータセンターの実証実験を行った実績がある。
空冷で冷却できるのは1ラックあたり15kWまでとされるため、CPUやGPUの冷却をラックに搭載された液冷システムで行う試みもある。さらにサーバーを液体につける「液浸冷却」も行われている。

### 電力効率指数
データセンターの使用する電力がどれだけ効率的に利用されているかを表す指標として、電力効率指数 (PUE; Power Usage Effectiveness) が策定されており、アメリカ合衆国環境保護庁 (EPA) などが推奨している。
これは データセンター全体の消費電力を、IT機器が使用する電力で割った指数であり、数字は低いほど効率がよく、1.0が理論上は最も効率の良いデータセンターであることを示す。

## 新たな形態

### コンテナ型

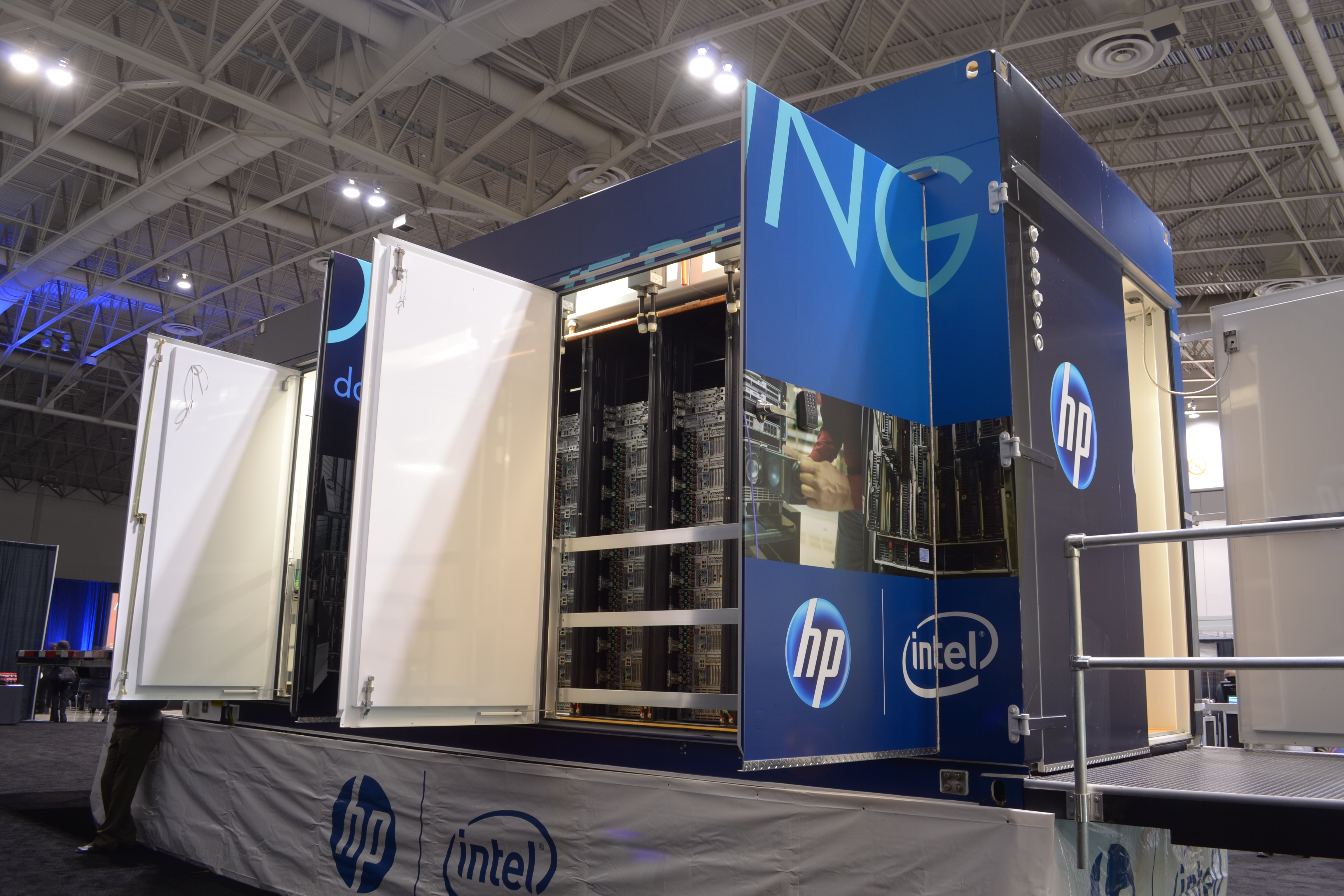
コンテナを改造したHP社のデーターセンター。

従来データセンターは耐震・防災性能や電力・通信回線の要求を満たす必要性などから、それらの性能を満たす専用の建物に設置するのが一般的であったが、2000年代後半あたりから海上コンテナをベースに改装したデータセンターが現れるようになっている。
コンテナ型データセンターはコンテナベースであるが故にトレーラーや船舶等での輸送が容易であり、移動後も外部電源や通信回線をつなぎこめば即データセンターとして利用が可能、また空調設備等も含めたデータセンターとしての機能全般がパッケージ化されていることから、必要に応じて増設が容易であるといった利点を持つ。一方で耐震・防災性能等、設置条件にもよるが、従来型のデータセンターに劣る部分もある。
一般的には2006年にサン・マイクロシステムズが発表した「Project Blackbox」（現在のSun Modular Datacenter）がコンテナ型データセンターの先駆けとされたが、実際にはそれ以前の2005年にGoogleがコンテナ型データセンターを実用化していた。「Project Blackbox」の発表後、ライバル企業も相次いでコンテナ型データセンターに参入し、現在では多数の大手ITベンダーが同種のソリューションを発売している。
日本では建築基準法による規制の関係からコンテナ型データセンターの利用が難しいとされてきたが、2011年3月に規制が緩和され、コンテナ型データセンターのうち通常時無人で運用されるものについては建築物として扱わないこととされたため、同年にはインターネットイニシアティブ（IIJ）が島根県松江市にコンテナ型データセンターを開設したほか、NTTファシリティーズも神奈川県厚木市のNTT厚木研究開発センタにコンテナ型データセンターを設置するなど、徐々に日本国内でもコンテナ型データセンターの利用が本格化している。

### 先進的物流施設
2010年頃から数多く建設されている次世代型大型倉庫である先進的物流施設をデータセンターとして利用する動きが日本でも広がっている。交通アクセスが良い上、広大な床面積を有し、多層階構造となり各テナントで使用されるため常時有人であるなどセキュリティ面で優れ、建物自体が堅牢であり、災害時におけるBCPが考慮された設計であるためアメリカや欧州での利用が拡大した。

### 海中
マイクロソフトは海中に沈めるデータセンターを開発中で、英国オークニー諸島沖で2018年から2020年まで実験を行った。
冷却は海水で行うことで空調にかかる電気代を抑えられる他、人間が内部に入らないため事故率も地上より低いというメリットがある。

## 反対運動
2020年代に入り、特に市街地に建設されるデータセンターに対する反対運動が見られるようになっている。
建設反対派の主張としては、データセンターに設置されるサーバや冷却機器等による消費電力の問題や、サーバ類からの排熱を大気中に放出することによる周辺地域の気温上昇の恐れ、さらに二酸化炭素排出の問題などがあるとしており、また「窓もほとんどない巨大な建物故に"得体のしれない建物"として恐怖感を感じる」という意見も一部に見られるほか、「日当たりが悪くなる」「駅前に人が立ち入れない建物を造っていいのか」などの意見もある。実際に東京都や千葉県などではデータセンターの建設断念に至る事例も出ている。
これらの反対運動に対応し、周辺住民への配慮を主な目的としてデータセンターの建設に特化した対応方針を打ち出す自治体（東京都江東区など）も出てきている。